# Klaus Hübner
Klaus Hübner, född 19 juni 1924 i Wedding i Berlin, död 30 januari 2021, var en tysk socialdemokratisk politiker och polisämbetsman. Han var från 1965 till 1969 ledamot av Västtysklands förbundsdag och därefter från 1969 till 1987 polispresident i Västberlin.

## Biografi

### Uppväxt och tidig karriär
Hübner var son till en svarvare. Efter avslutad folkskola gick han från 1938 till 1942 en handelsutbildning vid ett försäkringsbolag. Därefter tjänstgjorde han som pilot i Luftwaffe på östfronten under andra världskriget, där han flög fotospaningsuppdrag.

### Poliskarriär
Efter kriget arbetade Hübner inom bygg- och transportyrken men kom 1949 att få anställning som polis. Han arbetade som polistjänsteman i Berlin, blev 1951 sekreterare i fackföreningen och var från 1953 till 1968 chef för det västtyska polisförbundet. Samtidigt var han även från 1964 till 1968 sekreterare för den internationella polisförbundsunionen UISP.
År 1969 utsågs han till Västberlins polispresident, och stannade som chef för Västberlins polis ända till 1987. I samma funktion var han även ordförande för de västtyska förbundsländernas polischefers samarbetsorgan från 1986 till 1988. Dessutom blev han 1976 en av grundarna till brottsofferhjälporganisationen Weisser Ring.
Hübner tillträdde som polispresident i Västberlin under de pågående studentdemonstrationerna efter 1968 och gjorde sig känd för sin deeskalerande taktik under de våldsamma demonstrationerna.

### Politisk karriär
Hübner blev medlem av SPD 1952 och var där från 1962 till 1966 ordförande i Grevenbroichs underdistrikt. År 2002 kom han att lämna SPD i protest mot att partiet i Berlin bildade en koalitionsregering med vänstern.
Hübner var från 1961 till 1968 medlem av Nievenheims kommunfullmäktige. 1964 valdes han till borgmästare för Amt Nievenheim. Han blev ledamot av Förbundsdagen för SPD i Nordrhein-Westfalen första gången 13 maj 1965, då han ersatte SPD-ledamoten Rudolf-Ernst Heiland efter dennes bortgång, och åter från 6 december 1966 då han ersatte ledamoten Wenzel Jaksch. I januari 1969 lade han ned sitt mandat i samband med att han utsågs till polischef i Berlin.
Hübner avled 30 januari 2021 vid 96 års ålder. Han är begravd på Wilmersdorfs begravningsplats.

## Utmärkelser
- Riddare av franska Nationalförtjänstorden, 1982
- Ernst Reuter-plaketten, 1989